# Codrul Nou
Codrul Nou è un comune della Moldavia situato nel distretto di Telenești di 698 abitanti al censimento del 2004.